# Mor ve Ötesi
Mor ve Ötesi je turecká rocková skupina z Istanbulu, která byla založena v roce 1995. V současné době jsou členy skupiny Harun Tekin, Kerem Kabadayı, Burak Güven a Kerem Özyeğen. Skupina je známá pro své politické texty.
V roce 2008 skupina reprezentovala Turecko na Eurovision Song Contest 2008, kde získali 136 bodů a umístili se na 7. místě.

## Historie

### Období „Decision“
V roce 1990 dva přátelé z istanbulské školy — Harun Tekin (zpěv/později i kytara) a Kerem Kabadayi (bicí) — zorganizovali skupinu Decision. Zároveň se Kerem Kabadayi začal učit na bicí a následující rok se skupina přesunula ke stylu rock. Po změně stylu začal Harun Tekin hrát na kytaru. Brzy se ke skupině připojili Alper Tekin (basa), Şahin Yalabık (zpěv) a Derin Esmer (zpěv/kytara/klávesy). Původně skupina hrála v anglickém jazyce, ale po odchodu Şahina Yalabıka v roce 1994 se členové kapely rozhodli přejít na turecké texty.
V lednu 1995 se skupina definitivně zformovala pod novým názvem Mor ve Ötesi. Podle hudebníků lze název přeložit jako „fialový a další“ s odkazem na barvy spektra, kde fialová barva je poslední z barev viditelných lidským okem, to znamená, že skupina chce si svou tvorbou ukázat „to ukryté“.

### Období „Mor ve Ötesi“

#### 1995—1998: Şehir
Své debutové album Şehir (česky Město) nahrávali v období od srpna 1995 do ledna 1996 a album bylo vydáno v červnu 1996. První singl z alba nazvaný „Yalnız şarkı“ spolu s videoklipem k singlu upoutali značný zájem v úzkých kruzích a získali si chválu kritiky.
Ve stejném roce členové skupiny přijali účast ve finále Tuborg Rock Festival, kde se Harun Tekin a Kerem Kabadayı setkali s Keremem Özyeğenem, který tehdy ještě hrál a zpíval v jazz-rockové kapele Crusiana.
Rok 1997 byl pro skupinu velmi významný, protože poprvé koncertovala za hranicí svého rodného města, v tureckém hlavním městě Ankaře, na Blízkovýchodní technické univerzitě (ODTÜ), která je známá jako politické centrum mládeže. Na univerzitě se konají akce různých studentských společností, které provádějí politické protesty a festivaly. Ve stejném roce opustil skupinu basista Alper Tekin a byl nahrazen Burakem Güvenem. Od roku 1998 skupina začala vystupovat se svým pořadem v baru Captain Hook a také začala pracovat na vydání nového alba.

#### 1999—2000: Bırak Zaman Aksın
Druhé album Birak Zaman Aksin bylo nahráno pod vedením ještě jednoho dávného přítele ze školy, zvukaře Volkana Gürkana. Album bylo vydáno v březnu 1999. Po dokončení prací na albu skupinu opustil zpěvák a kytarista Derin Esmer, který se přestěhoval do Spojených států a byl nahrazen Keremem Özyeğenem. Odchodem se utvořilo konečné složení skupiny. S příchodem Kerema Özyeğena se hudba výrazně změnila a po ničivém zemětřesení ze 17. srpna 1999 v Istanbulu se změnili i texty — členové skupiny začali věnovat větší pozornost politice a sociálním tématům.
Na počátku roku 2000 se skupina začala aktivně zapojovat v národním boji proti použití jaderných zbraní, což prezentovali na různých tematických koncertech a vystoupeních. V červenci skupina nahrála coververzi písně „Sen Varsın“, která byla umístěna na tribute albu legendárnímu tureckému zpěvákovi Bülentu Ortaçgilovi.
Rok završila skupina jedním ze svých nejvýznamnějších vystoupení — členové skupiny vystoupili na festivale H2000 v Istanbulu dne 9. prosince.

#### 2001—2003: Gül Kendine
V prosinci 2001 skupina vydala své třetí album nazvané Gül Kendine , které je popisováno jako profesionálnější než první dva. Práce na tomto albu se zúčastnil i Volkan Gürkan. Na podporu alba se po celé zemi konala první rozsáhlá promo tour a závěrečného koncertu v Istanbulu se zúčastnilo asi 5 000 diváků. Vystoupení skupiny bylo oceněno hudebními kritiky.
V roce 2003 se skupina připojila k několika kampaním vystupujícím proti válce v Iráku a spolu s dalšími hudebníky, jako jsou Athena, Aylin Aslım, Bülent Ortaçgil, Feridun Düzağaç, Koray Candemir, Nejat Yavaşoğulları a Vega přijali účast v nahrávce Savaşa hiç gerek yok (Válka není naprosto nutná), kde vystoupili jak interpreti, tak i autoři. Píseň byla představena 1. března v Ankaře a byla zahrána před 100 000 lidmi. Skupina hraje významnou roli v protiválečné politice a rozhodně zaujala místo na národní rockové scéně.
V květnu téhož roku bylo vydáno EP Yaz, které obsahuje coververze populárních písní devadesátých let. Obsahuje verzi známé písně turecké zpěvačky Ajdy Pekkan nazvanou „Yaz“ dále ještě dvě další písně populární v devadesátých letech — „Güneye giderken“ a „Bazen“ a bonusový promo videoklip. Skladba Yaz se stala hymnou léta 2003.
Skupina poté uspořádala turné po 17 tureckých městech pod záštitou festivalu mládeže, který se koná každé léto společností Fanta (Fanta Gençlik Festivali).

#### 2004—2005: Dünya Yalan Söylüyor
Na podzim skupina začala nahrávat své čtvrté album Dünya Yalan Söylüyor, které bylo vydáno v roce 2004. V Turecku se stalo nejpopulárnějším albem skupiny a za velmi krátkou dobu získalo platinovou desku. Alba se prodalo celkem 250 000 kopií. Deska obsahuje singly „Cambaz“ a „Bir derdim var“, které jsou soundtrackem k filmu Mustafa hakkında herşey (Vše o Mustafovi) režíséra Çağana Irmaka. Ačkoli se album prodávalo ze všech nejlépe, dlouholetí fanoušci jej přijali s odstupem. Album kritizoval opatření USA v Iráku a ve zbytku světa.
Ve stejném roce skupina získala cenu Golden Orange Award za píseň „Bir derdim var“, která dokonce získala ocenění "Píseň roku". Album Dünya Yalan Söylüyor obdrželo cenu od časopisu Blue Jean za "Nejlepší rockové album turecké všech dob". V ten samý den se singly „Cambaz“, „Bir Derdim Var“ a „Sevda Çiçeği“ staly nejoblíbenějšími rockovými písněmi toho dne.
Úspěch byl doprovázen mnoha koncerty (kapela hrála více než 150 koncertů) a také čtvrtým videoklipem k písni „Aşk içinde“. Pátý a poslední videoklip z alba Dünya Yalan Söylüyor byl natočen k písni „Uyan“. Ten dosáhl třetího místa v žebříčku MTV World Chart Express. Pozoruhodné je, že videoklip k této písni je upravenou verzí animovaného filmu Skleněná harmonika od Andreje Chržanovského z roku 1968, jež byl sovětskými cenzory zakázán.